# WHUU!! NATURAL Live at Budokan '89
『WHUU!! NATURAL Live at Budokan '89』（ウー ナチュラル ライブ・アット・ブドウカン エイティー・ナイン）は、中山美穂の3作目のライブビデオ。1989年7月5日にキングレコードからリリースされた（580V-1006）。

## 解説
- 同年3月から5月まで開催されたコンサートツアー「1989 SPRING TOUR "WHUU!! NATURAL"」（全国45公演）から、5月11日の日本武道館における最終公演の模様を収録している。
- 中山が武道館でコンサートを行ったのは、これが最初で最後である。
- バラード・ベスト・アルバム『Ballads』発売直後ということもあり、後半はバラード曲で占められている。
- 2003年に発売された『Miho Nakayama Complete DVD BOX』に収納されている。

## 収録曲
1. WAKU WAKUさせて
2. CATCH ME
3. MISTY LOVE
4. 色・ホワイトブレンド
5. 人魚姫
6. ROSÉCOLOR
7. Long Distance To The Heaven
8. Try Or Cry
9. You're My Only Shinin' Star